# Zemola
Lo  Zemola è un torrente che scorre nelle province di Cuneo e di Savona; è affluente della Bormida di Millesimo.

## Percorso
Il torrente nasce in Piemonte dal Bric Tavella (838 m) e si dirige inizialmente verso nord. Passato poco lontano da Castelnuovo di Ceva nei pressi di Montezemolo ruota decisamente a destra assumendo una direzione da ovest a est che manterrà grossomodo fino alla confluenza.
Fiancheggiato dall'autostrada A6 Torino-Savona riceve le acque del rio Barchei, il suo maggiore affluente che scendendo dai rilievi a sud di Murialdo segna per un certo tratto il confine tra Piemonte e Liguria. Ormai entrato in Liguria lo Zemola lambisce la zona centrale di Roccavignale e va a gettarsi nella Bormida di Millesimo da sinistra a 417 metri di quota.

## Affluenti principali
- Destra idrografica:
  - rio Barchei;
  - rio Magninè:
  - rio Spinze.
- Sinistra idrografica:
  - rio di Armagna.

## Pesca
Il bacino del torrente è ricco soprattutto di barbi, vaironi e trote fario, e sono anche presenti i gamberi di fiume.